# 61.ª Brigada Mecanizada Independiente (Ucrania)
La 61ª Brigada de Infantería de Cazadores: (Unidad Motorizada de Bosques y Pantanos) (en ucraniano: 61-ша окрема піхотна єгерська бригада) es una de las unidades militares más jóvenes de la Infantería mecanizada de las Fuerzas Terrestres de Ucrania, formada en 2015 como la 61.ª Brigada de Infantería Motorizada (61- ша окрема мотопіхотна бригада) del 4.º Cuerpo de Reserva del Ejército de las Fuerzas Terrestres Ucranianas. Con base en Óblast de Zhitómir, es una de las formaciones especializadas de las Fuerzas Terrestres, que ayudan a las Fuerzas Armadas de Ucrania a defender las tierras boscosas del norte, así como en el terreno pantanoso de  las Marismas de Pinsk, que están en el área de responsabilidad  (AOR) de la brigada.

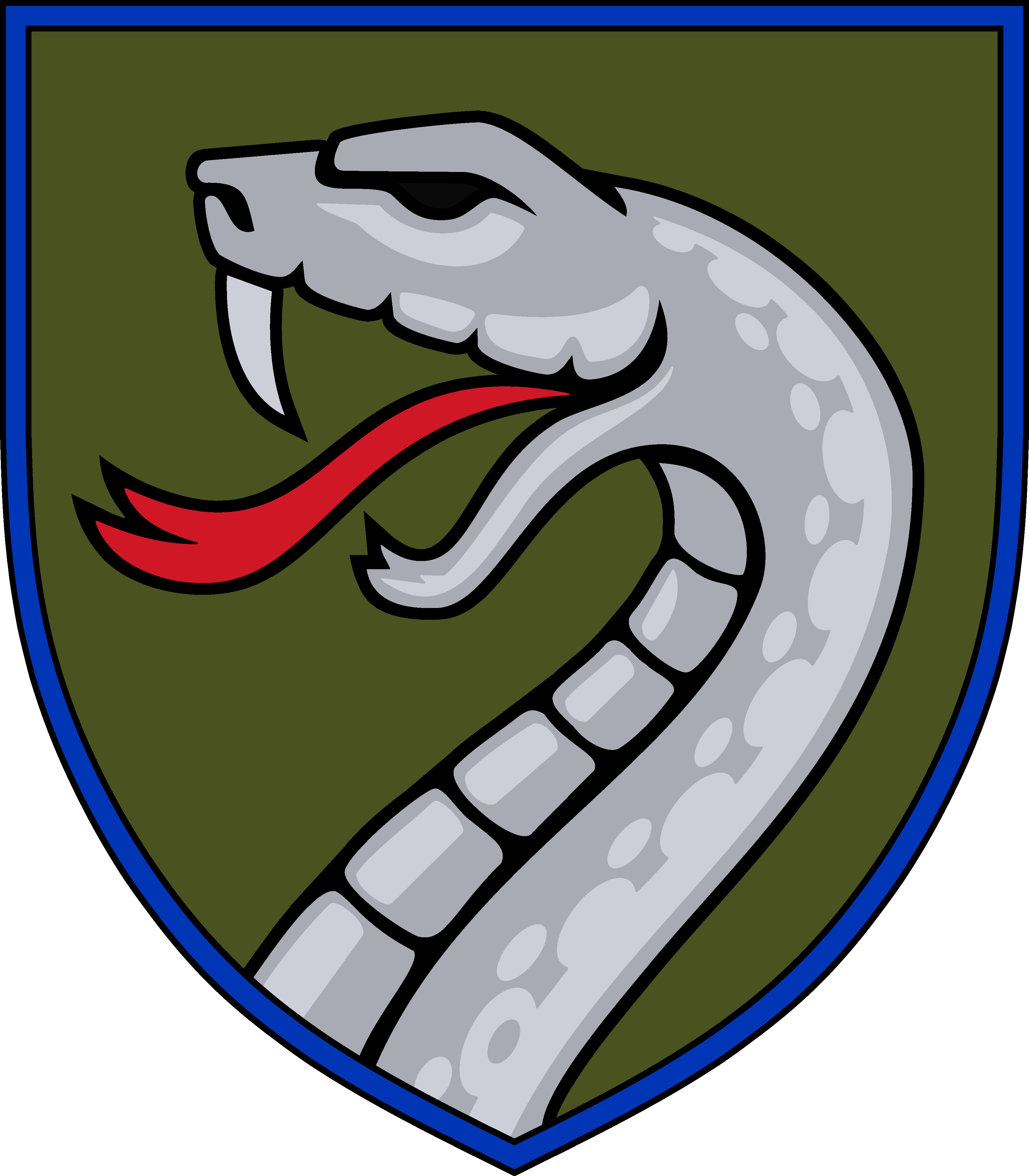
Insignia de la 61.ª Brigada de Infantería de Cazadores

## Breve Historia
La brigada es una de las unidades militares de reciente creación que se establecieron en las Fuerzas Terrestres de Ucrania como resultado de la expansión de este servicio a la luz de la Guerra del Dombás su nacimiento fue en 2015 primero como una formación motorizada de reserva del Comando de Fuerzas Terrestres, que más tarde se transferiría en 2017-18 como parte del 4.º Cuerpo de Reserva del Ejército, con su primer cuartel general de brigada y de la guarnición con sede en Chernígov, Óblast de Chernígov. En un principio, la brigada era una unidad de infantería motorizada con su propio regimiento de artillería y 3 batallones, cada uno de ellos ex batallones de defensa territorial.
El 25 de abril de 2019, la formación, en cumplimiento de una directiva del Ministerio de Defensa y el Cuartel General de las Fuerzas Armadas, abandonó las reservas y fue colocada con su nueva designación como unidad de infantería ligera bajo el Comando Operativo del Norte en Zhitómir, Óblast de Zhitómir.
La mayoría de los militares de la brigada son personal bajo contrato dentro de las Fuerzas Terrestres, muchos de ellos provenientes del territorio del oblast y de los sectores forestales dentro de su AOR y, por lo tanto, están equipados para operaciones de guerra en bosques y pantanos dentro de su vecindad, especialmente en las fronteras de Bielorrusia y Rusia y en los pantanos de Pripyat en el norte, trabajando con personal de la Dirección General de Inteligencia del Ministerio de Defensa de Ucrania y las Fuerzas de Operaciones Especiales de Ucrania para este importante propósito de contribuir a fortalecer la defensa nacional en el norte territorios del Estado, junto con el personal del Guardia fronteriza de Ucrania.] El territorio es  el área de Responsabilidad de esta brigada, que no puede ser atravesado por vehículos mecanizados, lo que hace que las funciones de la brigada sean aún más importantes en esta parte de Ucrania. Dado que partes del Área de Responsabilidad  han sido cubiertas por la Zona de exclusión de Chernóbil , se planea que la brigada también se embarque en una capacidad de defensa Defensa Nuclear, Radiológica, Biológica y Química especializada en los próximos años.
La designación de Cazador o Jager (ucraniano: єгерська) de la brigada, la primera unidad ucraniana en llevar este título después de más de un siglo, es de origen alemán en las formaciones de infantería ligera del mismo nombre del Ejército Imperial Alemán, el extinto Ejército austrohúngaro y en el antiguo Ejército Imperial Ruso, que estacionó tales unidades en el pasado en los Distritos Militares de Kiev y Odesa.

## Organización de la brigada a partir de 2019
- 61ª Brigada de Infantería de Cazadores, Zhytomyr
  - Compañía del Cuartel general
  - 1.er Batallón de Fusileros (Mot)
  - 2.º Batallón de Fusileros (Mot)
  - 3.er Batallón de Fusileros (Mot)
  - Batallón de Tanques
  - Grupo de Artillería de la Brigada 61 (Ligera)
    - Cuartel general y batería de adquisición de objetivos
    - Batallón de Artillería Autopropulsada (2S1 Gvozdika)
    - Batallón de artillería de obuses de campaña
    - Batallón de artillería de cohetes (BM-21 Grad)
    - Batallón de Artillería Antitanque (MT-12 Rapira)

  - 61a Batallón de Artillería de Misiles de Defensa Aérea (en formación)
  - Batallón de Ingenieros
  - Batallón de Mantenimiento
  - Batallón Logístico
  - Compañía de reconocimiento
  - Compañía de francotiradores
  - Compañía Guerra electrónica
  - Compañía de señales
  - Compañía de radares
  - Compañía de Defensa Nuclear, Radiológica, Biológica y Química
  - Compañía Médica
  - Banda de brigada